# Bárbara Leal
Bárbara Maria Cândida Leal, mais conhecida por Bárbara Leal (Lisboa, 6 de janeiro de 1790 — Lisboa, 16 de setembro de 1857) foi uma atriz de teatro portuguesa do século XIX.

## Biografia
Bárbara Leal nasceu a 6 de janeiro de 1790, no Pátio do Tronco, freguesia de São José, em Lisboa, filha de Jacinto José Abelha e de sua mulher, Tomásia Joaquina, naturais e casados em Évora e, ainda muito jovem, com apenas 15 anos, casou-se com João Anacleto Soares da Silva, de quem mais tarde enviuvou.
Sobre o início do percurso da artista pouco se sabe, mas ter-se-á iniciado no antigo e extinto Teatro do Bairro Alto (fundado em 1815 por uma companhia de atores amadores, da qual Bárbara era a primeira dama), passando para o Teatro do Salitre, depois para o Teatro da Rua dos Condes e por fim para o Teatro Nacional D. Maria II, sendo admitida como atriz de segunda classe na abertura do mesmo teatro, a 13 de abril de 1846.
Foi insigne nos papéis de lacaia, como então se chamava às soubrettes francesas, nas características. Segundo informações de um escritor da sua época, Bárbara Leal era uma mulher gorda, feia e de notável desenvoltura de língua. Apresentava-se nos ensaios vestida com chita, com um grande lenço pelos ombros, pregado e repregado nos braços à antiga portuguesa e na cabeça uma manta de algodão ou um velho chapéu, deformado pelo tempo. Tinha graça natural, que exagerava a contento das plateias, salgando as mais inocentes frases e encaminhando-as para a obscenidade. Ignorava o que fosse arte; mas tinha talento natural. Bárbara foi ainda, no género cómico, a representante mais direta das facécias do velho repertório português do século XVIII. Ainda nos últimos anos da sua existência se salientou no D. Maria II nas peças Gaiato de Lisboa, Estrangeirado, Noite de Santo António na Praça da Figueira e A casa misteriosa. Desta última peça, é noticiado o desempenho da atriz no periódico O Espectador: "A Sra. Barbara, d’um caricato delicioso parodiando o dueto da Norma." Ali contracenou também com alguns dos nomes mais ilustres do Teatro Português da época, como as atrizes Emília das Neves, Delfina do Espírito Santo, Gertrudes Rita da Silva, Carlota Talassi e Josefa Soller e os atores Epifânio, Teodorico, Tasso, Rosa e Sargedas.
Foi uma das vítimas da epidemia de febre amarela que assolou Lisboa no final do verão de 1857, assim como o seu colega de profissão Epifânio Aniceto Gonçalves. A 16 de setembro do referido ano, aos 67 anos de idade, Bárbara Maria Cândida Leal faleceu, no seu primeiro andar do número 7 da Rua dos Condes, na freguesia de Santa Justa, em Lisboa. No assento de óbito é referido que se encontrava no estado de viúva de António Joaquim Dias, que não deixava filhos e que teria recebido os sacramentos da Penitência e da Extrema Unção. Encontra-se sepultada no Cemitério do Alto de São João, em Lisboa.